# Érable de Cappadoce
Acer cappadocicum
Espèce
Classification APG III (2009)
L'érable de Cappadoce (Acer cappadocicum), aussi appelé « érable de Colchide », est une espèce d'érable appartenant à la section Platanoidea de la classification des érables.
Originaire du Caucase, il en existe différentes sous-espèces telles que A. cappadocicum subsp. lobelii, A. cappadocicum subsp. divergens et A. cappadocicum subsp. sinicum.
Il a été introduit en Europe occidentale en 1838 probablement par Carl Anton von Meyer qui l'avait récolté dans les montagnes du Talyshtan en Afghanistan.

## Description
Grand arbre à tête ronde pouvant atteindre 30 m de haut. Le tronc est grisPrésence de latex dans les feuilles. Les feuilles, d'un vert brillant, sont palmées, composées de 5 à 7 lobes à terminaison aiguë (acuminé) , non dentées, de 10 cm, au pétiole souvent rouge. En automne, les feuilles virent au jaune clair. L'inflorescence est un corymbe à fleurs jaunes. Les fruits sont des samares à ailes alignées horizontalement. La floraison a lieu en mai, la fructification en septembre-octobre.
L'érable de Cappadoce se reproduit souvent par drageonnage, les drageons ont une couleur rouge foncé caractéristique.

## Habitat
On trouve l'érable de Cappadoce dans les forêts montagneuses du sud de l'Italie, au bord de la Méditerranée jusqu'au Caucase et vers la Chine occidentale.